# Чорно-Озерське сільське поселення
Чо́рно-Озе́рське сільське поселення (рос. Чёрно-Озёрское сельское поселение) — сільське поселення у складі Забайкальського району Забайкальського краю Росії.
Адміністративний центр та єдиний населений пункт — селище Харанор.

## Населення
Населення сільського поселення становить 887 осіб (2019; 1079 у 2010, 1392 у 2002).